# Gottlieb Bachmann

Gottlieb Bachmann, 1914

Gottlieb Bachmann (* 20. Juli 1874 in Winterthur; † 11. Dezember 1947 ebenda) war ein Schweizer Wirtschaftswissenschaftler und Politiker.

## Leben und Werk
Nach dem Besuch des Gymnasiums in Winterthur studierte Gottlieb Bachmann Rechts- und Staatswissenschaft an den Universitäten Zürich, Straßburg, Berlin, und Leipzig und wurde 1898 auf Grund der von Georg Cohn betreuten Dissertation Die Sonderrechte des Aktionärs an der Universität Zürich promoviert.
1906 wurde Bachmann, der seit 1904 Rechts- und Handelsfächer an der Kantonalen Handelsschule in Zürich unterrichtete, an die Universität Zürich berufen, wo er zunächst als Extraordinarius und seit 1910 als Ordinarius die Handelswissenschaften vertrat, ein Fachgebiet für das die Universität als erste im deutschen Sprachraum 1903 einen Lehrstuhl geschaffen hatte. Als Publikationsorgan für die Forschungsergebnisse der jungen Disziplin begründete Bachmann die Mitteilungen aus dem handelswissenschaftlichen Seminar der Universität Zürich. Auf seine Initiative geht 1910 auch die Schaffung eines «Archivs für Handel und Industrie der Schweiz» (später «Zentrale für Wirtschaftsdokumentation Zürich») zurück.
1918 trat Gottlieb Bachmann in die Schweizerische Nationalbank ein und wirkte hier zunächst als Mitglied und ab 1925 als Präsident des Direktoriums und schliesslich von 1939 bis 1947 als Präsident des Bankrates. Als Honorarprofessor blieb er daneben weiterhin Mitglied der Rechts- und staatswissenschaftlichen Fakultät und hielt Vorlesungen und Übungen über Bankpolitik. Von 1939 bis 1943 sass Gottlieb Bachman zudem für die Freisinnig-Demokratische Partei im Nationalrat.
Seit 1907 war Bachmann verheiratet mit Ida Herold. Er ist der Vater des ehemaligen Winterthurer Stadtrats Hans Bachmann.

## Auszeichnungen
- 1932: Ehrendoktor der Universität Lausanne
- 1934: Ehrendoktor der Universität Genf